# Ameer Webb
Ameer Kenneth Webb (Carson, 19 marzo 1991) è un velocista statunitense.

## Biografia
Partecipa ai 200 metri piani dei Giochi olimpici di Rio de Janeiro 2016. Il 16 agosto, nelle batterie di qualificazione, ottiene il terzo posto con il tempo di 20"31, alle spalle di Bruno Hortelano e Yohan Blake. In semifinale non va oltre un 20"43 che non gli garantisce l'accesso alla finale.

## Palmarès
| Anno | Manifestazione   | Sede           | Evento      | Risultato  | Prestazione | Note                                     |
| ---- | ---------------- | -------------- | ----------- | ---------- | ----------- | ---------------------------------------- |
| 2014 | World Relays     | Nassau         | 4×200 m     | Finale     | dq          |                                          |
| 2015 | Campionati NACAC | San José       | 200 m piani | Semifinale | 20"91       |                                          |
| 2016 | Giochi olimpici  | Rio de Janeiro | 200 m piani | Semifinale | 20"43       |                                          |
| 2017 | World Relays     | Nassau         | 4×200 m     | Argento    | 1'19"88     | Miglior prestazione personale stagionale |
| 2017 | Mondiali         | Londra         | 200 m piani | 5º         | 20"26       |                                          |

## Campionati nazionali
- 2 volte campione nazionale dei 200 m piani (2017, 2018)